# Maria Köstler
Maria Köstler (* 21. November 1879 in Niemes (Mimoň), Österreich-Ungarn; † im November 1965) war eine österreichische Politikerin der Sozialdemokratischen Arbeiterpartei (SDAP).

## Ausbildung und Beruf
Nach dem Besuch einer siebenklassigen Volksschule machte sie einen Krankenpflegekurs. 1915 wurde sie Beamtin der Landesstelle des Roten Kreuzes für die Steiermark. Im Jahr 1922 wurde sie Landesbeamtin.

## Politische Funktionen
- 1917: Mitbegründerin einer Krankenpflegerinnengewerkschaft in Graz
- 1933: Sekretärin einer Krankenpflegerinnengewerkschaft in Graz
- 1920–1930: Abgeordnete zum Steiermärkischen Landtag
- Mitglied der Landesgewerkschaftskommission Steiermark
- 1946: Mitglied der Kommunistischen Partei Österreichs (KPÖ)
- Mitglied des Zentralkomitees der KPÖ

## Politische Mandate
- 2. Dezember 1930 bis 17. Februar 1934: Abgeordneter zum Nationalrat (IV. Gesetzgebungsperiode), SdP

## Sonstiges
Maria Köstler verbüßte im Jahr 1934 eine politische Freiheitsstrafe. Danach emigrierte sie nach London („League of Austrian Socialists in Great Britain“), kehrte aber letztendlich wieder nach Österreich zurück.